# Ljubodrag Simonović
Ljubodrag Simonović, detto Duci (in serbo Љубодраг "Дуци" Симоновић?; Vrnjačka Banja, 10 gennaio 1949), è un ex cestista, filosofo e scrittore jugoslavo.

## Carriera
Con la Jugoslavia ha disputato i Giochi olimpici di Monaco 1972, i Campionati mondiali del 1970 e tre edizioni dei Campionati europei (1967, 1969, 1971).

## Palmarès
- YUBA liga: 2

Stella Rossa Belgrado: 1968-69, 1971-72
- Coppa di Jugoslavia: 3

Stella Rossa Belgrado: 1971, 1973, 1975
- Coppa delle Coppe: 1

Stella Rossa Belgrado: 1973-74